# مزلقة إخلاء

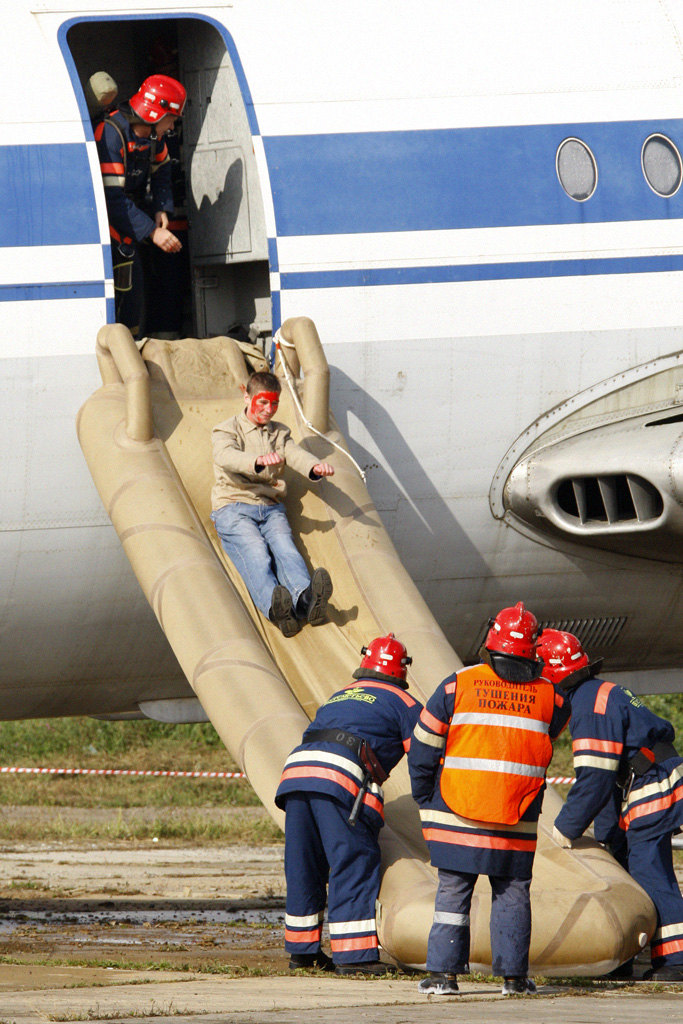
شريحة الإخلاء المستخدمة في تدريبات الطوارئ

مزلقة إخلاء أو مزلقة إجلاء أو زلاجة إخلاء (evacuation slide) أو شريحة نجاة (escape slide) هي شريحة قابلة للنفخ تستخدم لإخلاء الطائرة بسرعة. مطلوب وجودها على جميع الطائرات التجارية (التي تحمل الركاب) حيث أن الباب المرتفع سوف يسبب إصابات للركاب عند النزول وترك الطائرة في حالة الإخلاء. تطلب إدارة الطيران الفيدرالية منزلقات على جميع أبواب الطائرات عندما تكون أرضية الطائرة مرتفعة 6 قدم (1.8 م) أو أكثر فوق سطح الأرض.
يتم تعبئة منزلقات الهروب وتثبيتها داخل هيكل الباب داخل حاوية المزلقة (slide bustle)، وهي جزء بارز من داخل باب الطائرة، يختلف حجمها باختلاف حجم الطائرة وحجم الباب وموقع الباب. في العديد من الطائرات الحديثة، ولتقليل وقت الإخلاء، فأنه يتم نشر منزلقات الإخلاء تلقائيًا عند فتح الباب في حالة «عدم تأمينة». غالبًا ما تشير الطائرات الحديثة إلى حالة التأمين بضوء مؤشر.

## أنظمة
تتطلب لوائح إدارة الطيران الفيدرالية ووكالة سلامة الطيران الأوروبية طريقة معتمدة للهروب على جميع مخارج الطائرات عندما يكون ارتفاع الأرضية 6 قدم (1.8 م) أو أكثر فوق سطح الأرض). هناك أيضًا متطلبات تصميم للمسافرين حتى يتمكنوا من الإخلاء في حدود معينة؛ عادة 90 ثانية للطائرات الكبيرة. مزلقة الإخلاء عبارة عن شريحة قابلة للنفخ تسمح للركاب بالنزول بأمان من مخارج الطائرة ولديها معدل استخدام مرتفع بما يكفي للوفاء بزمن الإخلاء. مزالق الهروب هي الوسيلة المرجعية للامتثال للوائح على الرغم من أن بعض طائرات الشحن تستخدم طرقًا مختلفة.

## تاريخ
تم تطوير وإنتاج أول مزلقة إجلاء للطائرة بواسطة شركة أير كروزير، التي أسسها جيمس ف. بويل، مخترع سترة النجاة المسماة «ماي ويست» في الحرب العالمية الثانية. تم تقديم براءة اختراع التجميع المنزلق القابل للنفخ من قبل بويل، في عام 1954 وتم تسجيل براءة اختراع التصميمات في عام 1956 بموجب براءة الاختراع رقم 2,765,131. تعد أير كروزير اليوم جزءًا من زودياك ايروسبيس وهي مملوكة في النهاية لشركة سافران التي تعد أكبر مزود لزلاقات الإجلاء في العالم. قبل الزلاقات القابلة للنفخ، استخدمت بعض طائرات الركاب منزلقات من قماش الكانفاس والتي تتطلب من الطاقم إجراء عملية تجهيز واسعة النطاق. لا تزال منزلقات قماش الكانفاس موجودة في بعض الطائرات الروسية التي خرجت من الإنتاج.
في عام 1965، تم تطوير الفكرة بشكل أكبر من خلال الجمع بين الشريحة القابلة للنفخ والطوف المدمج. في السابق كانت تُحمل أطواف النجاة بشكل منفصل في المقصورة ويتم نشرها يدويًا بواسطة الطاقم بعد الهبوط على الماء. تم طرح التصميم الجديد للمنزلقات / الطوافة على الاتحاد الدولي للنقل الجوي (إياتا)، من قبل جاك غرانت، مشرف سلامة العمليات في كانتاس.

## أنواع
هناك أربعة أنواع من مساعدات إخلاء الطائرات القابلة للنفخ التي يغطيها الأمر الفني أياسا:
| النوع الأول  | منزلق قابل للنفخ              |
| النوع الثاني | منزلق قابل للنفخ / طوف        |
| النوع الثالث | منحدر خروج قابل للنفخ         |
| النوع الرابع | منحدر خروج قابل للنفخ / منزلق |

تعمل كل من المنزلقات من النوع الأول والمنزلق / الطوف من النوع الثاني بنفس الطريقة على الأرض مما يسمح بالنزول من الباب إلى الأرض. تعمل المزلقة / الطوافة أيضًا كطوف نجاة في حال الهبوط على الماء، وبالتالي فهي مطلوبة لتشمل ميزات خاصة للبقاء على قيد الحياة في البحر مثل؛ مظلة قابلة للنصب وأدوات المساعدة على الإصلاح وحزم البقاء على قيد الحياة التي تحتوي على عناصر مثل سدادات التسرب والمجاذيف والمشاعل. حتى في حالة تركيب شريحة من النوع الأول فقط، فإنها تتمتع بقدرة كافية على الطفو لتكون بمثابة أداة مساعدة في حالة الهبوط على المياه.
المنحدر القابل للنفخ من النوع الثالث عبارة عن منصة صغيرة يمكن تركيبها للسماح بالوصول السهل، على سبيل المثال، من باب الخروج فوق الجناح إلى منطقة الهيكل حيث يمكن تحقيق الهبوط إما عن طريق شريحة منفصلة أو عن طريق القفز، اعتمادًا على في الارتفاع.
يجمع النوع الرابع المنحدر والانزلاق في وحدة وظيفية واحدة. تستخدم المخارج العلوية في طائرات إيرباص إيه 320 إيرباص إيه 380 وبوينغ 747 وبوينغ 757 وبوينغ 767 وبوينغ 777 المنزلقات المنحدرة في تكوينات مختلفة.
يمكن أن تكون المنزلقات مفردة أو مزدوجة، اعتمادًا على عرض المخرج الذي تم تركيبها عليه، ويجب أن تظهر أثناء الاختبار معدل خروج رمزي يبلغ 70 شخصًا في الدقيقة لكل ممر. الشريحة ذات المسار المزدوج هي تلك التي يمكنها حمل خطين متوازيين من الأشخاص الذين تم إجلاؤهم وتستخدم عادةً عند الأبواب الرئيسية في الطائرات ذات الجسم العريض. يمكن فصل المنزلقات والزلاقات / الأطواف عن الطائرة. قد يتضمن ذلك، على سبيل المثال، رفع اللسان الموجود على شريط الترابط وسحب المقبض المنفصل. عادة ما يتم وضع علامة حمراء على هذه الإجراءات على الشريحة، «تستخدم فقط عند الهبوط على الماء» ("For Ditching Use Only"). بمجرد فصل الشريحة، تظل الشريحة متصلة بالطائرة بواسطة خط إرساء. سوف ينكسر هذا الخط إذا غرق هيكل الطائرة، أو يمكن فصله بسكين مزود مسبقًا أو مقبض فصل.
يوجد نوع فريد آخر من منزلقات الإخلاء في عائلة طائرات دي سي-99 وخلفائها إم دي-80 وبوينغ 717. هذا النوع من المنزلقات موجود في ذيل الطائرة، وينتشر بعد أن يتم التخلص من الذيل من قبل المضيفات، مما يسمح بالإخلاء من خلال الجزء الخلفي من هيكل الطائرة. قد يتضمن الإجراء الخاص باستخدام هذا المخرج إزالة حاجز ضغط من نوع السدادة، أو باب من النوع المتأرجح يؤدي مباشرة إلى ممر. في نهاية الممر توجد حزمة المنزلقات ومقبض التخلص من الذيل اليدوي للاستخدام إذا لم يتم التخلص من الذيل تلقائيًا عن طريق فتح مدخل الممشى.
يمكن العثور على واحدة من أحدث التطورات في تكنولوجيا منزلقات الإخلاء على طائرة إيرباص A380، التي طورتها شركة قودريتش للمنتجات الداخلية للطائرات. تحتوي بعض المنزلقات الموجودة على متن الطائرة على «نظام نفخ ثلاثي» (Tribrid Inflation System) المتصل بنظام استشعار داخل الباب. إذا تم فتح الباب في وضع الطوارئ بموقف غير طبيعي (مثل وضع مقدمة الأنف بسبب فقد أداة الهبوط)، فسوف تنتفخ الشريحة بشكل طبيعي ولكنها ستتضخم أيضًا لعدة أقدام من الشريحة الإضافية لضمان وصول الشريحة إلى الأرض. هذا يتناقض مع بوينغ 747 حيث أن الأبواب الموجودة على تلك الطائرة لا تحتوي على مثل هذا النظام؛ في حالة عدم وصول الشريحة إلى الأرض، يجب سد الأبواب لمنع إصابة الركاب.

## مخارج الباب الرئيسي
يتم تركيب المنزلقات المثبتة بأبواب جسم الطائرة الرئيسية على الباب نفسه. عادة ما تكون هذه العبوة بالداخل في حاوية المزلقة (slide bustle)، وهو جزء بارز من داخل باب طائرة يختلف باختلاف حجم الطائرة وحجم الباب وموقع الباب. في الأبواب العريضة النموذجية للطائرات الكبيرة، ستكون هذه المنزلقات «مزدوجة المسار» قادرة على حمل خطين متوازيين من الأشخاص الذين يتم إجلاؤهم. لتقليل وقت الإخلاء، يتم نشر منزلقات الإخلاء تلقائيًا عند فتح الباب أذا كانت في حالة «مفعلة» (armed). تُستخدم أشكال مختلفة من المؤشرات، مثل الأضواء والأعلام والدبابيس بشرائط للإشارة إلى حالة التفعيل.

## مخارج فوق الجناح / نافذة

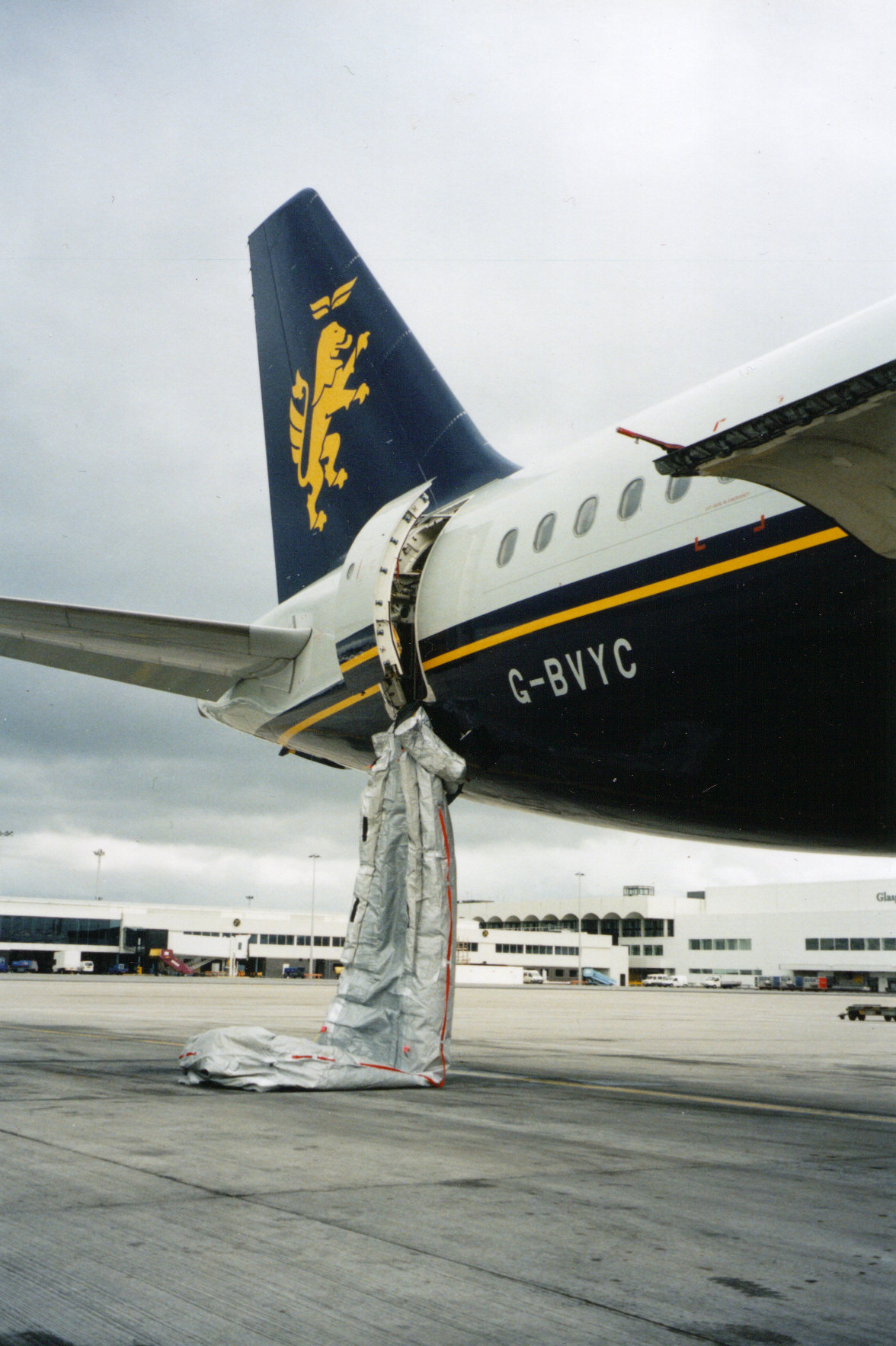
شريحة إخلاء مفرغة من الهواء على طائرة إيرباص A320 بعد نشر غير مقصود، 2007

تحتوي جميع الطائرات التجارية الكبيرة على منزلقات هروب على الأبواب الرئيسية ولكن بعضها يحتوي أيضًا على منزلقات للمخارج فوق الأجنحة. وتشمل هذه الطائرات بوينغ 767 وبوينغ 757 وطائرات إيرباص إيه 320. عادةً، لم يتم تصميم منزلقات الإخلاء المفرطة للاستخدام في حالات التوقف عن العمل حيث لا يمكن فصلها. ولن يعمل، حيث يتم تعطيل النظام بواسطة الشفاطات الموجودة على الشريحة التي تأخذ الماء. لا تتطلب الطائرات التي لا يوجد بها انزلاق فوق الجناح، مثل إمبراير 190 وبوينغ 717 وبوينغ 737، هذه الطائرات من خلال التنظيم لأنه عندما يتم خفض اللوحات بالكامل، فإنها تكون منخفضة بدرجة كافية عن الأرض لتلبية المتطلبات.
تأتي مخارج النوافذ عادةً في شكلين:
- مخرج مفتوح من نوع الفتحة، حيث يتم فتح الفتحة من الداخل وسحبها إلى الكابينة، حيث يمكن التخلص منها. توصي بعض شركات النقل بوضع الفتحة على المقاعد المجاورة، بينما قد يوصي البعض الآخر بإسقاطها في صف المقعد التالي، أو تدوير المخرج ورميها خارج الطائرة إلى الأمام قدر الإمكان. يمكن العثور على مقبض نفخ يدوي لشريحة الإخلاء، إذا كان مجهزًا، في إطار النافذة. معظم مخارج الطائرات من هذا النوع.
- فتحة خروج مفصلية ذاتية التصرف ، تفتح تلقائيًا للخارج باستخدام زنبرك عند سحب مقبض الخروج. تم تصميم تصميم الخروج هذا استجابةً للبحث الذي تم إجراؤه بعد كارثة مانشستر الجوية في عام 1985 والتي أشارت إلى صعوبة فتح مخارج من نوع الفتحة غير المدربة بواسطة ركاب غير مدربين. هذا التصميم موجود حاليًا فقط على طائرات بوينغ 737 الجيل الجديد.

عادة ما تكون مخارج النوافذ مجهزة بخنادق أو خطوط نجاة. قد يتم إرفاقها بالإطار الداخلي لمخرج النافذة، أو موجودة في خزانة تخزين قريبة. يحتوي أحد طرفيه على إبزيم للتوصيل بالمرفقات الموجودة على أجنحة الطائرة.

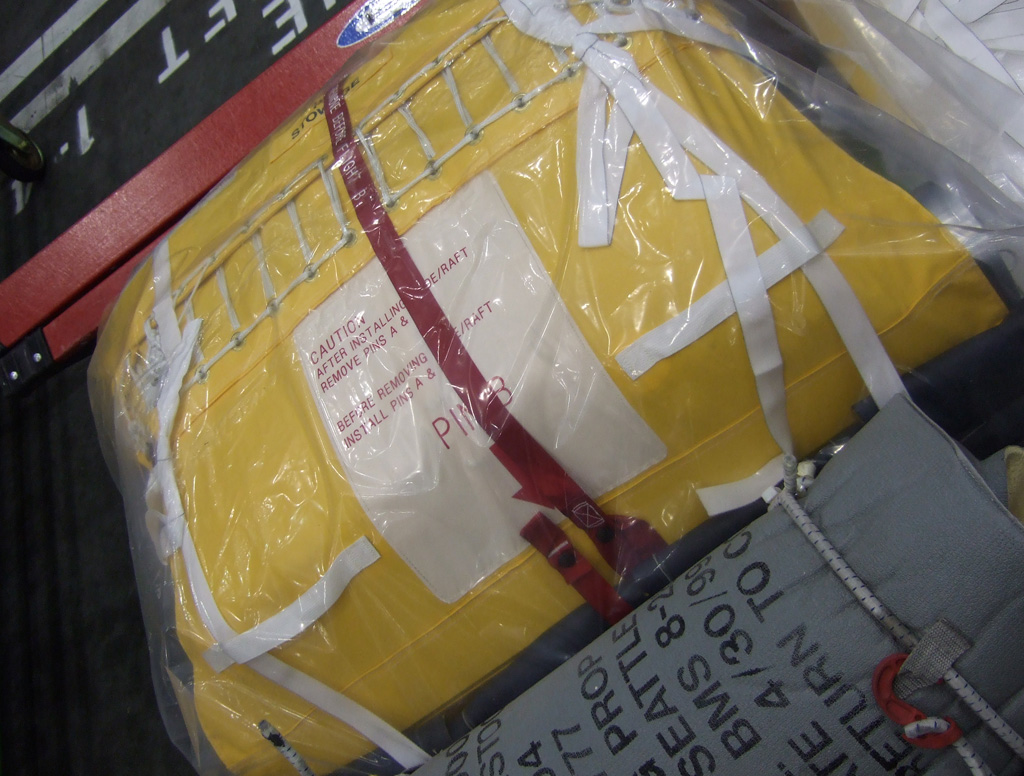
شريحة إخلاء معبأة

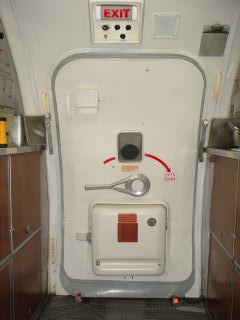
شريحة الإخلاء في الصندوق الموجود أسفل الباب

## التشغيل

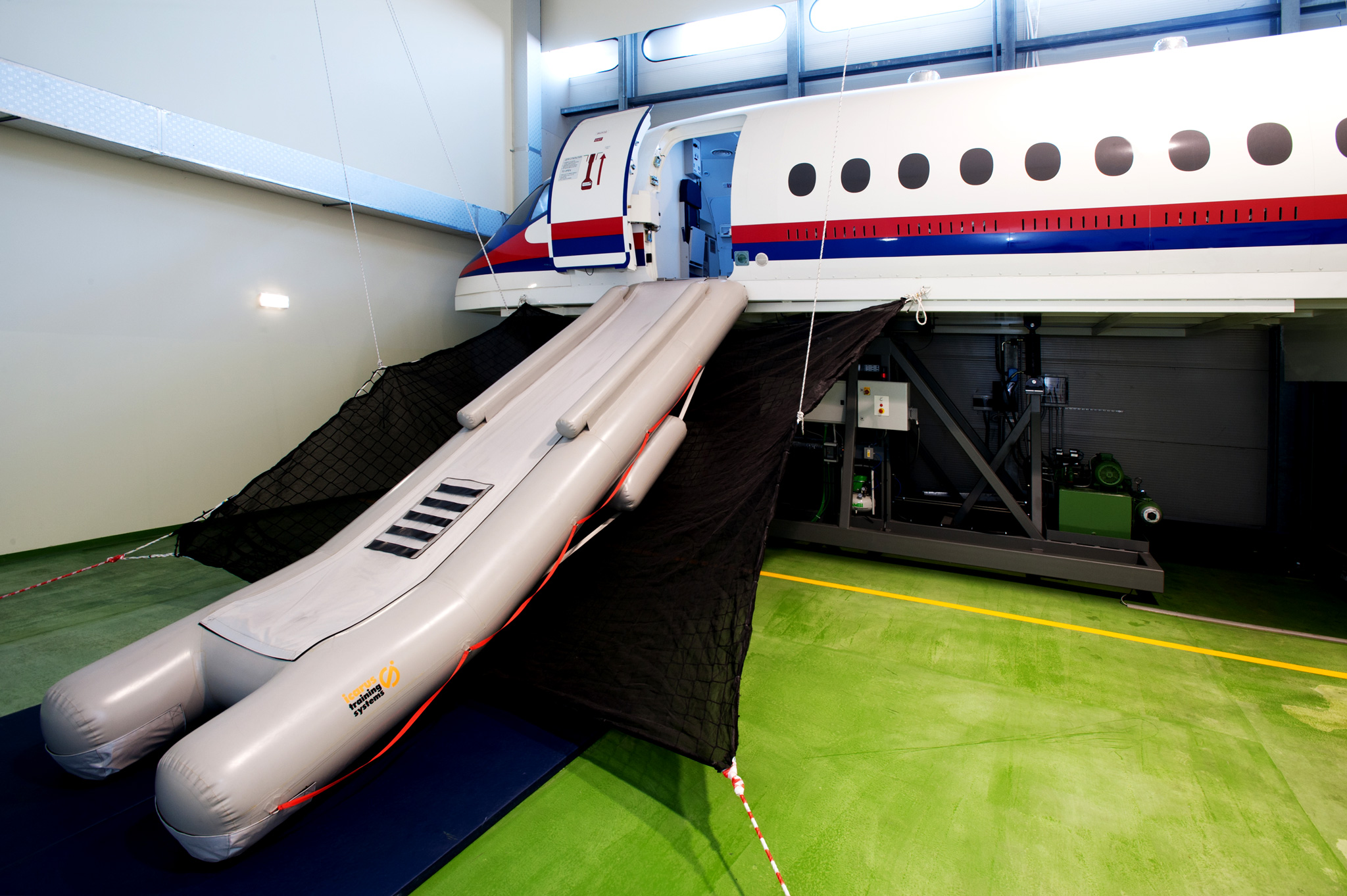
شريحة منتفخة تستخدم لاختبارات شهادات المقصورة لـ SSJ100

قبل المغادرة (عادة قبل بدء تشغيل المحرك)، يتم وضع جميع أبواب الطائرة في الوضع «المفعل» (armed)أو «التلقائي» (automatic) بواسطة طاقم المقصورة. تختلف طرق التفعيل من طائرة إلى أخرى، ولكن في النهاية، يتم تثبيت شريط التثبيت (شريط معدني متصل بنهاية باب الشريحة) فعليًا بالأقواس سواء في عتبة الباب أو بجوارها. على الطائرات القديمة، مثل بوينغ 737، يتم ذلك يدويًا من قبل طاقم المقصورة وفي معظم الطائرات الأخرى، يتضمن ذلك دفع رافعة على الباب نفسه الذي يفعل الباب داخليًا.
إذا كان الإخلاء السريع مطلوبًا وتم فتح الأبواب أثناء «تفعيلها»، فإن فتح الباب يسحب مجموعة المنزلقات بعيدًا عن صندوق التخزين (لأن قضيب التثبيت متصل فعليًا بأرضية الطائرة). نظرًا لوزن كل من الباب والمنزلق، يتم بذل جهد كبير في دفع الباب لفتحه بشكل كافٍ لتحرير الانزلاق من صندوق التخزين، وبالتالي على الطائرات الأكبر حجمًا، يتم تشغيل وظيفة «مساعدة الطاقة» للمساعدة في الفتح، إما كهربائيًا أو من الغاز المضغوط. بمجرد أن تصبح الشريحة خالية تمامًا، فإنها ستقع تحت الجاذبية وبعد السفر لمسافة معينة سيتم سحب دبوس من سكيب يحتوي على غاز مضغوط وسوف تنتفخ الشريحة. في حالة فشل هذا النظام، يمكن نفخ الشريحة يدويًا بواسطة طاقم المقصورة عن طريق سحب مقبض التضخم اليدوي في الجزء العلوي من الشريحة. في حالة فشل ذلك أيضًا، تتطلب إجراءات التشغيل القياسية من طاقم المقصورة إرسال الركاب بعيدًا عن باب أخر به منزلق هروب يعمل.
بعض الطائرات الروسية الصنع مثل توبوليف تو 154 لديها عملية معقدة للغاية لتنشيط ونشر المنزلقات. يتم تخزين المنزلقات في خزائن عادةً بجانب مخرج الطوارئ داخل الطائرة. عادة ما تكون بنفس عرض وارتفاع المقعد. لتنشيط الشريحة، يجب على المرء سحب الغطاء الأمامي بزاوية 90 درجة، ثم سحب الشريحة للخارج بحيث تكون مستلقية على الأرض أو عتبة الباب، وافتح مخرج الطوارئ وركله أو دفعه للخارج. ستقوم الجاذبية بعد ذلك بسحب الشريحة إلى الأرض وسوف تنتفخ.
تُظهر بطاقات سلامة الطائرات وعروض السلامة أثناء الرحلة للركاب مكان أقرب مخارج للطوارئ وكيفية استخدام منزلقات الإخلاء. بالإضافة إلى ذلك، يتلقى مضيفو الطيران تدريبًا مكثفًا على السلامة يغطي استخدام منزلقات الإخلاء.

### استعمال
قام مقال في مجلة تايم بقلم أماندا ريبلي، بمساعدة خبير سلامة الطيران دان جونسو، بتجميع بعض النصائح حول كيفية تجنب الإصابة والهروب من طائرة على منزلق قابل للنفخ. تضمنت اقتراحاتهم التخطيط، والخروج من الطائرة، والنزول من الشريحة بسرع، والقفز، ووضع الجسم الصحيح وتجنب الملابس التي قد تسبب مشاكل تتعلق بالسلامة، مثل الأحذية ذات الكعب المسنن والجوارب الطويلة.

## النشر غير المقصود

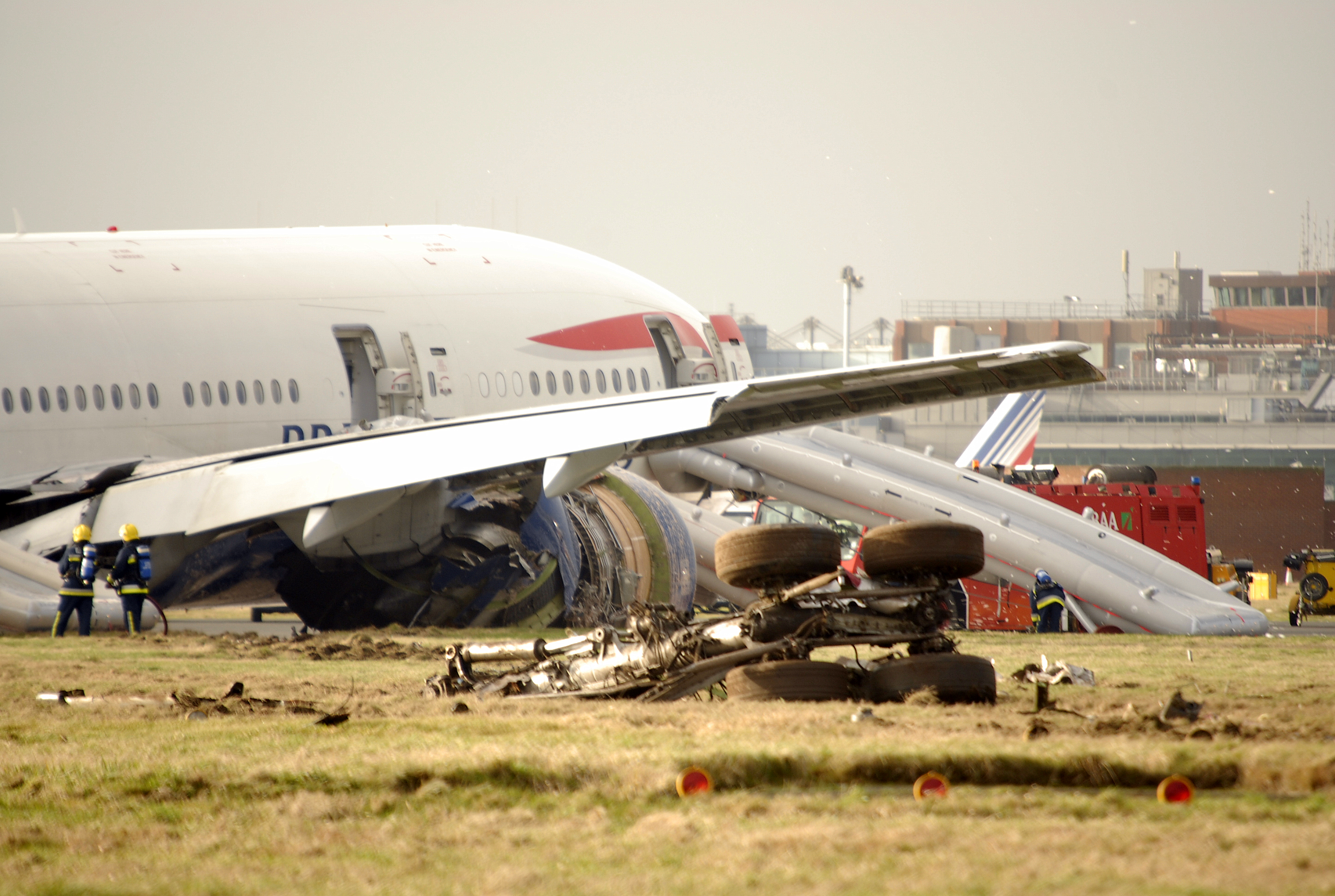
منزلق الطوارئ بعد تحطم رحلة الخطوط الجوية البريطانية 38

يحدث النشر غير المقصود للشريحة عندما يحاول مشغل باب الطائرة فتح الباب عندما يكون في الوضع المفعل. هذا يكلف الصناعة الملايين من الإيرادات المفقودة كل عام، والتي تقدر بنحو 20 مليون دولار في أمريكا الشمالية من قبل أطقم الطائرات وحدهم.
يمكن استخدام جهاز لمنع هذه المشكلة. يعمل عن طريق إصدار تنبيه صوتي عندما يكون مُشغل الباب، سواء كان مدربًا أم لا، على وشك فتح الباب في الوضع المفعل. يعمل كنظام مستقل، ولا يتطلب أي إجراء سوى تفعيل الباب وفقًا لإجراءات التشغيل القياسية العادية. عندما يتم وضع الباب في الوضع المفعل، يكون الجهاز مفعلا. يمكن تثبيتها كوحدة قائمة بذاتها أو دمجها في أنظمة الطائرات وتشغيلها من طاقة الطائرات.

## أنظمة النفخ
تستخدم كل من المنزلقات والمنزلقات / الأطواف أنظمة نفخ تعمل على غاز خامل غير قابل للانفجار. تتطلب إدارة الطيران الفيدرالية إخلاء الطائرة بأكملها في 90 ثانية باستخدام 50 ٪ من مخارج الإخلاء المتاحة. لتحقيق ذلك، يجب نشر جميع وحدات الإخلاء في أقل من 10 ثوانٍ. بالنسبة للطائرات الكبيرة والعريضة البدن مثل إيرباص إيه 380 وبوينغ 747، يكتمل النشر الناجح في حوالي خمس إلى سبع ثوانٍ، اعتمادًا على الظروف (مثل درجة الحرارة والرياح).
يتكون نظام النفخ عادة من أسطوانة مضغوطة وصمام منظم وخراطيم ضغط عالي واثنين من الشفاطات. يمكن أن يتراوح حجم الأسطوانة بين 100 و 1,000 بوصة مكعبة (1.6 و 16.4 ل)، مضغوطة إلى حوالي 3,000 رطل لكل بوصة مربعة (200 جو) إما بالنيتروجين الغازي (N 2)، أو خليط من ثاني أكسيد الكربون (CO 2) والنيتروجين. بمجرد تصنيعها من الفولاذ، تصنع معظم الأسطوانات الآن من قلب الألومنيوم أو سبائك ملفوفة بالألياف الزجاجية، أو مواد أخرى خفيفة الوزن موفرة للوقود. يستخدم ثاني أكسيد الكربون لإبطاء معدل إنفاق الصمام للغازات.
يقيس صمام منظم الغاز ميكانيكيًا عند ضغط من 300 إلى 600 رطل لكل بوصة مربعة (20 إلى 41 جو) وبمعدل حوالي 4 قدم مكعب (0.11 م3) في الدقيقة. عادةً ما يكون هناك خراطيم ضغط عالية متصلة بالصمام، والتي يتم توصيلها في الطرف الآخر بالشفاطات. عادة ما تكون هذه الأنابيب أسطوانية مجوفة من الألمنيوم مع أبواب منزلقة أسطوانية أو زعنفة داخلية تفتح عند تطبيق غاز عالي الضغط، وتغلق عندما ينحسر تيار الغاز ويصل ضغط الانزلاق الداخلي إلى حوالي 2.5 - 3.0 رطل / بوصة مربعة. إنهم يعملون على مبدأ فنتوري، ويسحبون الهواء الخارجي إلى وحدة الإخلاء بمعدل حوالي 500: 1. يمكن لأسطوانة غاز 750 بوصة مكعبة (12.3 ل) أن تملأ شريحة بحوالي 850 قدم مكعب (24 م3) من الهواء لضغط حوالي 3 رطل لكل بوصة مربعة (0.20 جو) في حوالي أربع إلى ست ثوانٍ.
لكي تنفتح الشريحة بشكل صحيح، يتم تعبئتها بطريقة تضع الشفاطات مباشرة تحت الغطاء الخارجي. حزمة المنزلقات الكاملة المستقلة حوالي 3 قدم (0.91 م) عرض 2.5 قدم (0.76 م) طويلة وحوالي 1 قدم (0.30 م) عالية، حسب نوع الطائرة. في الوسط، الجزء الأمامي من العبوة، تُترك قطعة متعددة الطبقات من قماش اليوريثان الثقيل أو قماش النيوبرين / النايلون، يُسمى الحزام، معلقة بطول حوالي 2 قدم (0.61 م) . عند تثبيته في الطائرة، يتم وضع شريط ربط من خلال المركز، وطرف خارجي من المشابك ويتم توصيله بالأرضية الداخلية، داخل وأمام باب الخروج مباشرة. توجد تعليمات مكتوبة بحروف حمراء كبيرة على وجه الحزام ومقبض عليه كلمة «سحب» 'PULL'.
نادرًا ما يتم استخدام هذا، لأن الحبل المتصل بالمقبض يمر عبر الحزام إلى الصمام، والذي يكون قصيرًا بعدة بوصات عند تمديد الحزام بالكامل. عندما تكون الشريحة في الوضع المفعل والباب مفتوحًا، تسقط مجموعة المنزلقات خالية من حاوية الباب (حاوية خارجية شبه صلبة) ويسحب وزن الشريحة وزخمها الحبل من الصمام، مما يؤدي إلى بدء تدفق غاز. في نفس الوقت تقريبًا، يتم أيضًا سحب دبوس معدني يحمل مركز حقيبة مغلقًا، مما يؤدي إلى تحرير سلسلة ديزي ونصفي الغطاء. عندما يتم تحرير الغطاء وتنشيط نظام النفخ، يخرج الشفاطان من العبوة، ويبتلعان كميات هائلة من الهواء ويتم تقييدهما فقط بواسطة أنابيب القماش التي تم تثبيتهما عليها بإحكام.
للتعويض عن أي رياح، تحتوي منزلقات الإخلاء الجديدة على حواجز داخلية، والتي تتسبب في تضخم الأطراف الأقرب للطائرة أولاً، والتي يتم إنشاؤها للخروج مثل أربعة أكواع والضغط على جسم الطائرة إلى الجانبين الأمامي والخلفي من المخرج باب. هناك أيضًا قيود نصف ربطة تمنع الانزلاق المتضخم من التدلى أو النفخ تحت الطائرة. يتم إنشاء هذه القيود بحيث تصبح الشريحة صلبة إلى حد ما عند حوالي 1.5 إلى 2 رطل لكل بوصة مربعة (0.10 إلى 0.14 جو)، يتم فصلها بسرعة كبيرة (عادة ما يكون هناك اثنان)، وبما أن أنابيب الرأس موجودة بالفعل ضد جسم الطائرة، فإن الشريحة تنبثق أفقيًا تقريبًا من الباب، ثم تسقط برفق نسبيًا على الأرض. الاختبارات في 25 عقدة (46 كم/س) أظهرت الرياح المتقاطعة أن أنظمة النشر هذه فعالة للغاية.
بغض النظر عن نظام النفخ، يتم تجهيز جميع المنزلقات بجهاز تنفيس ضغط واحد على الأقل لكل غرفة نفخ. هذا يحمي الغرفة من الفشل الذريع بسبب الضغط الزائد. (عادةً ما تكون المنزلقات الحديثة مصنوعة من غرفتي نفخ على الأقل، ويجب أن تكون قادرة على إخلاء طائرة حتى عندما تفقد إحدى الغرف كل الضغط.)
يتم اختبار جميع منزلقات الإخلاء الجديدة على نموذج بالحجم الطبيعي لباب خروج الطائرة وتصويرها قبل اعتمادها على أنها صالحة للطيران وتسليمها للعميل. أيضًا، عادةً ما يتم إنشاء الوحدات الجديدة من مواد اليوريثان ويتم تشريبها أو تغليفها بطبقة من الألمنيوم بحيث تبقى الشريحة على قيد الحياة لفترة قصيرة حتى إذا كان الحريق قريبًا. المنزلقات القديمة صفراء اللون ومصنوعة من قماش النيوبرين / النايلون.

## الطائرات المعفاة
لا تحتوي الطائرات مثل عائلة إمبراير 145 وعائلة فوكر 50 وعائلة أنتونوف أن-148 وعائلة إيه تي آر وعائلة <b>بومباردييه سي آر جيه</b> على منزلقات هروب لأن جميع المخارج تقع على مسافة من الأرض (أقل من 6 قدم (1.8 م)، والتي لا تتطلب اللوائح أدناه أجهزة مساعدة الإخلاء. على باب المدخل الرئيسي، 1 يسار، تحتوي بعض هذه الطائرات على سلالم متصلة بالباب أو منسدلة.